# Білогорський ХПП
Білого́рський ХПП (каз. Белогорский ХПП) — село у складі Майського району Павлодарської області Казахстану. Входить до складу Коктобинського сільського округу.
Населення — 106 осіб (2021; 140 у 2009, 184 у 1999, 228 у 1989).
Національний склад станом на 1989 рік:
- росіяни — 45 %
- казахи — 28 %

Станом на 1989 рік село називалось Білогорський хлібоприйомочний пункт, мало також назву Заготзерно.